# Peligro
Peligro (Gevaar) is het tweede album van Shakira. Het werd in 1993 via Sony Columbia uitgebracht, Shakira was toen pas 16 jaar oud. Dit album was een klein succesje na het 'geflopte' debuut Magia, en ondanks dat Sony haar potentieel zag koos ze voor haar school. De tracks zijn door Shakira zelf geschreven, maar het album mist een goede productie.

## Tracklist
1. "Eres" (Shakira) - 5:02
2. "Último Momento" (Eduardo Paz) - 4:56
3. "Tú Serás La Historia De Mi Vida" (Desmond Child) - 4:52
4. "Peligro" (Eduardo Paz) - 4:39
5. "Quince Años" (Shakira) - 3:30
6. "Brujería" (Eduardo Paz) - 4:08
7. "Eterno Amor" (Eddie Sierra) - 4:47
8. "Controlas Mi Destino" (Shakira) - 4:36
9. "Este Amor Es Lo Mas Bello Del Mundo" (Eduardo Diaz) - 4:20
10. "1968" (Shakira / Eduardo Paz) - 4:43

## Singles
- Brujería
- Eres
- Tú Serás La Historia De Mi Vida